# Podolskije kursanty
Podolskije kursanty (russisk: Подольские курсанты) er en russisk spillefilm fra 2020 af Vadim Sjmeljov.

## Medvirkende
- Aleksej Bardukov som Afanasij Alesjkin
- Jevgenij Djatlov som Ivan Strelbitskij
- Sergej Bezrukov som Ivan Startjak
- Ljubov Konstantinova som Marija 'Masja' Grigorjeva
- Artjom Gubin som Aleksandr 'Sasjka' Lavrov